# From Russia With Love (banda sonora)
Desde Rusia con amor (From Russia with Love) es la banda sonora del segundo filme de James Bond, del filme del mismo nombre.

## Banda sonora
Desde Rusia con amor, interpretada por John Barry y escrita por Lionel Bart es el tema principal de la película mientras que el tema final es la versión vocal de Desde Rusia con amor interpretada por Matt Monro.
La música de la película es compuesta por John Barry en su debut como compositor para el Agente 007, esta partitura contiene un ritmo melódico combinado con melodías más agresivas y a la vez otras que sirven para reflejar paisajes exóticos o románticos.

### Lista de temas
- 1-Opening Titles, James Bond is Back, Desde Rusia con amor, James Bond Theme
- 2-Tania meets Klebb
- 3-Meeting in St Sophia
- 4-The Golden Horn
- 5-Girl Trouble
- 6-Bond Meets Tania
- 7-007
- 8-Gypsy Camp
- 9-Death of Grant
- 10-Desde Rusia con amor
- 11-Spectre Island
- 12-Guitar Lament
- 13-Man Overboard-Smersh in Action
- 14-James Bond With Bongos
- 15-Stalking
- 16-Leila Dances
- 17-Death of Kerim
- 18-007 Takes the Lektor

## Descripción de los Tracks
- Opening Titles, James Bond is Back, Desde Rusia con amor, James Bond Theme: la secuencia de créditos iniciales presenta la versión instrumental de la canción de Matt Monro para luego aderezarse con partes del tema de James Bond.
- Girl Trouble: aparece en la escena de la pelea de las gitanas.
- 007: es utilizado como un segundo leitmotiv para James Bond siendo utilizado en sucesivos filmes como Operación Trueno, Moonraker y Sólo se vive dos veces, aquí aparece durante la balacera que se suscita en el campamento de gitanas.
- Gypsy Camp: tema de exotismo con guitarra de cuerdas como protagonista principal, aparece cuando Kerim Bey le presenta a Bond unas chicas gitanas.
- From Russia With Love: la versión vocal del tema principal, interpretada por Matt Monro; aparece en los títulos finales.
- Guitar Lament: versión instrumental de "From Russia With Love" interpretada por una guitarra de cuerdas.
- James Bond With Bongos: el tema de James Bond reaparece en la parte que narra la venida del agente hacia Estambul, posteriormente a este se le agregan unos bongos que sirven para representar musicalmente a los villanos de Spectre.
- Stalking: aparece en la secuencia anterior a los títulos principales.
- 007 Takes the Lektor: repetición del tema "007" con un énfasis más agresivo.

## Anotaciones

### Pasajes de la película que no se encuentran en la B.S.O.
Nota: Muchos de los pasajes que no se encuentran en la edición de la banda sonora se pueden encontrar en el disco Bond Back In Action.
- La música de la secuencia de Gunbarrel.
- Bond y su novia, Silvia Trench en Venecia
- La muerte de Krilencu
- La muerte de Rosa Klebb
- Un pasaje musical que aparece cuando Klebb hace referencia la Guerra Fría.
- La música de la secuencia en el Orient Express
- Bond entrando al tren

### Tracks del disco que no se encuentran en la película
- The Golden Horn: una pieza musical pensada para utilizarse en las secuencia de gitanos.

## Curiosidades
- El Tema Stalking aparece en la película The Spy Who Loved Me en la escena en la que Bond y la Agente Anya Amasova buscan encontrar a Jaws en el desierto egipcio. la banda sonora de "The Spy Who Loved Me" no fue escrita por Barry, sino por Marvin Hamlisch.
- La banda de rock chilena Los Prisioneros solía interpretar un cover del tema principal durante sus primeras presentaciones en directo, a principios de los ochenta. Una versión más reciente (2001) aparece registrada en el disco en vivo Estadio Nacional.